# 두지건
 두지건(杜之建, 975년∼1048년)은 고려 초기 전라북도 김제시 지역(옛 만경현) 만경(萬頃)을 본관(本貫)으로하는 두릉두씨2세조이며, 품계는 두릉군(杜陵君)이다.

## 생애
두지건(杜之建)은 두릉두씨2세조이다. 송(宋)나라에서 병부상서를 지낸 두경령(杜慶寧)의아들이다. 배(配)는 중국 송나라의 국부인(國夫人) 낙양홍씨(洛陽洪氏)이다.
중국 송나라에서 중서사인(中書舍人)의 벼슬을 지냈으며, 부친인 병부상서(兵部尙書) 두경녕(杜慶寧)과 함께 고려 목종조에 고려에 귀화하였다. 고려 덕종(德宗) 경강왕(敬康王) 때 부친의 작위를 세습받아 두릉군에 봉해졌다. 시조(始祖) 두경녕(杜慶寧)은 송(宋) 태종 때 병부상서(兵部尙書)를 지냈다. 『두릉두씨세보(杜陵杜氏世譜)』에 의하면 그는 송(宋) 진종의 왕위 계승 문제에 관해 상소를 올려 직간하다가 진종에게 미움을 받아 소주자사(蘇州刺史)로 좌천되었다. 이에 아들인 중서사인(中書舍人) 두지건(杜之建)과 우습유(右拾遺) 두지방(杜之逢) 형제를 데리고 정처 없이 배를 타고 바다를 건너가서 1004년(목종 7) 궁지현(宮池縣：지금의 전라북도 김제군 만경읍)에 표착하여 고려에 귀화하였다. 목종은 두경녕에게 우사관(右司官)의 벼슬을 내리고 궁지현을 식읍으로 하사한 후 두릉군(杜陵君)에 봉하였다. 궁지도는 당시 만경현(萬頃縣)에 속했던 섬이다. 시조 두경녕의 묘소는 전라북도 부안군 하서면 청호리 석불산에 있다. 고려 문종 때 현내 주산(主山)에 두씨 2세조 두지건(杜之建)을 장사지냄으로써 산 이름을 두산(杜山), 혹은 두릉(杜陵)이라 부른 데서 후손들이 두릉을 본관으로 삼았다.
두지건(杜之建)의 이름을 떨친 후손으로는 고려시대에 서경유수 조위총난을 평정하고 삼한후벽상공신에 제수되고, 문하시중(門下侍中)·중서령(中書令)에 이른 두경승장군, 고려 명종조 최충헌의 독재체제 수립과정에서 숙청된 두응룡(杜應龍)장군, 고려말기의 문신으로 정2품 평장사를 지내고 장암가(長巖歌)로 유명한 두영철(杜英哲)이 있다. 조선시대에 이르러 13세손으로 도총관을 지낸 두양필(杜良弼), 14세손으로 진무일등공신이었던 두기문(杜起文) 등이 있다.

## 묘소
만경 두지건 묘역(萬頃 杜之建 墓域)은 전라북도 김제시 만경읍 만경리, 두릉(杜陵)에 있다. 2020년 2월 6일 김제시의 향토문화유산(기념물) 제5호로 지정되었다.

## 참고 문헌
- 『고려사』 100권 열전13 두경승편
- 『고려사절요』
- 『동국여지승람』
- 『신증동국여지승람』
- 『만경읍지』( 조선시대 정조연간)
- 『호남읍지』
- 『김제군지』(김제군지편찬위원회, 1994)
- 『김제시사』(김제시사편찬위원회, 2000)
- 『전라 문화의 맥과 전북 인물』(전북 대학교 전라 문화 연구소, 1990)
- 『청백교직자 청담 두진열선생』(청담두진열선생추모문집발간위원회,2019)
- 두릉두씨 [杜陵杜氏] (한국향토문화전자대전)
- 『두릉두씨 세보 [杜陵杜氏世譜]』 1898.
- 『두릉두씨 세보 [杜陵杜氏世譜]』 1925.